# 卵果辽椴
卵果辽椴（学名：Tilia mandshurica var. ovalis）为椴树科椴树属下的一个变种。

## 扩展阅读
- 維基物種上的相關：卵果辽椴